# Cyperus sharonensis
Cyperus sharonensis là loài thực vật có hoa trong họ Cói. Loài này được Danin & Kukkonen mô tả khoa học đầu tiên năm 1995.